# Фредерік Трейсі Габбард
Фредерік Трейсі Габбард (28 вересня 1875 — 23 квітня 1962) — американський ботанік і відомий аґростолог. Протягом багатьох років він був асистентом ботаніки в Ботанічному музеї Гарвардського університету.
Він три роки вивчав лісівництво в Мюнхенському університеті.

## Вибрані публікації

### Книги
- 2011. A Taxonomic Study of Setaria Italic. Reimpreso por BiblioBazaar, 40 pp. ISBN 1245012614

- 1936 The genus Epidendrum in the United States and Middle America. Con Oakes Ames, Charles Schweinfurth. Ed. Botanical museum, 233 pp. (Рід Epidendrum у Сполучених Штатах та Середній Америці . За участю Оукса Еймса, Чарльза Швайнфурта. Ред. Ботанічний музей, 233 с.)

- 1915. A Taxonomic Study Of Setaria Italica And Its Immediate Allies. Ed. Kessinger Publish. 36 pp. ISBN 1-120-13263-0

- 1913. On Eragrostis Cilianensis (All.) Vignolo Lutati. Ed. Bureau of Print. 3 pp.

## Почесні звання

### Епонімія
(Poaceae) Hubbardia Bor